# PANCRASE 2012 PROGRESS TOUR
PANCRASE 2012 PROGRESS TOUR（パンクラス 2012 プログレス ツアー）は、日本の総合格闘技団体「パンクラス」が2012年度に開催、ツアータイトル「既成概念に囚われず一歩進んだ闘いがある場所、それがパンクラス」は公募により決定した。

## 試合結果

### 2012.8.05　東京・ディファ有明
主催者発表：1,879人(満員)
<メインイベント ライトヘビー級 5分2R>
●高橋義生（D-ONEジム）vs 桜木裕司（掣圏会館）○
1R4分59秒 KO※スタンドのパンチ
<セミファイナル ウェルター級 5分3R>
△大類宗次朗（TRIBE TOKYO M.M.A）vs 村山暁洋（GUTSMAN／修斗環太平洋ミドル級王者）△
判定0-1
<第10試合 ライト級 5分3R>
○徳留一樹（パラエストラ八王子）vs URAKEN（Team ura-ken）●
判定3-0
<第9試合 フェザー級 5分3R>
○ジョン･ショレス（米国／ロデオスタイル）vs ガイ・デルモ（米国／GUTSMAN）●
判定3-0
<第8試合 フライ級次期挑戦者決定戦 5分3R>
●江泉卓哉（総合格闘技道場武門會）vs 宇津木正和（パラエストラ古河）○
1R3分56秒 TKO※グラウンドのパンチによるレフェリーストップ
<第7試合 ライト級 5分2R>
○高橋"Bancho"良明（パラエストラ八王子）vs 網 潤太郎（和術慧舟會AKZA）●
判定3-0
<第6試合 ライト級 5分2Ｒ>
△伊藤崇文（パンクラスism）vs 岩見谷智義（高田道場）△
判定1-0
<第5試合 フェザー級 5分2R>
●なおKING（CORE／同級4位）vs 内村洋次郎（イングラム／初代ZSTウェルター級王者）○
1R0分56秒 TKO※セコンドのタオル投入
<第4試合 ウェルター級 5分2R>
●長岡弘樹（総合格闘技道場DOBUITA）vs 窪田幸生（坂口道場一族）○
判定0-2
<第3試合 ウェルター級 5分2R>
○山崎昭博（SUBMIT静岡／同級7位）vs 草･MAX（フリー）●
判定2-0
<第2試合 スーパーフライ級 5分2R>
○北方大地（パンクラス稲垣組）vs 荻窪祐輔（K-PLACE埼玉格闘技道場）●
2R3分26秒 TKO※グラウンドのパンチによるレフェリーストップ
<第1試合 バンタム級 5分2R>
○馬場勇気（ロデオスタイル）vs 島崎 巧（レッスルウィン）●
判定3-0